# Schronisko PTTK w Dolinie Roztoki

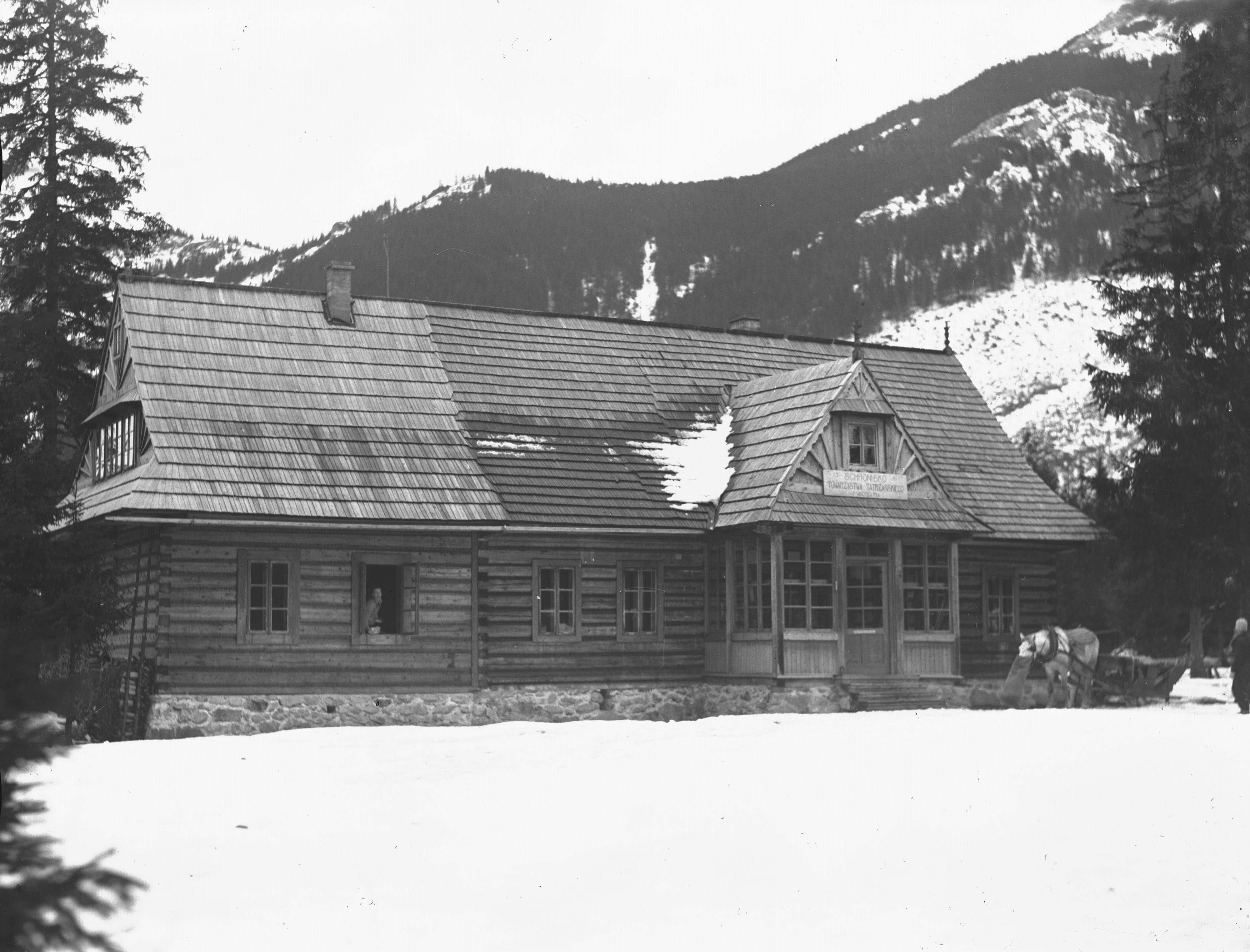
Schronisko w 1934 roku

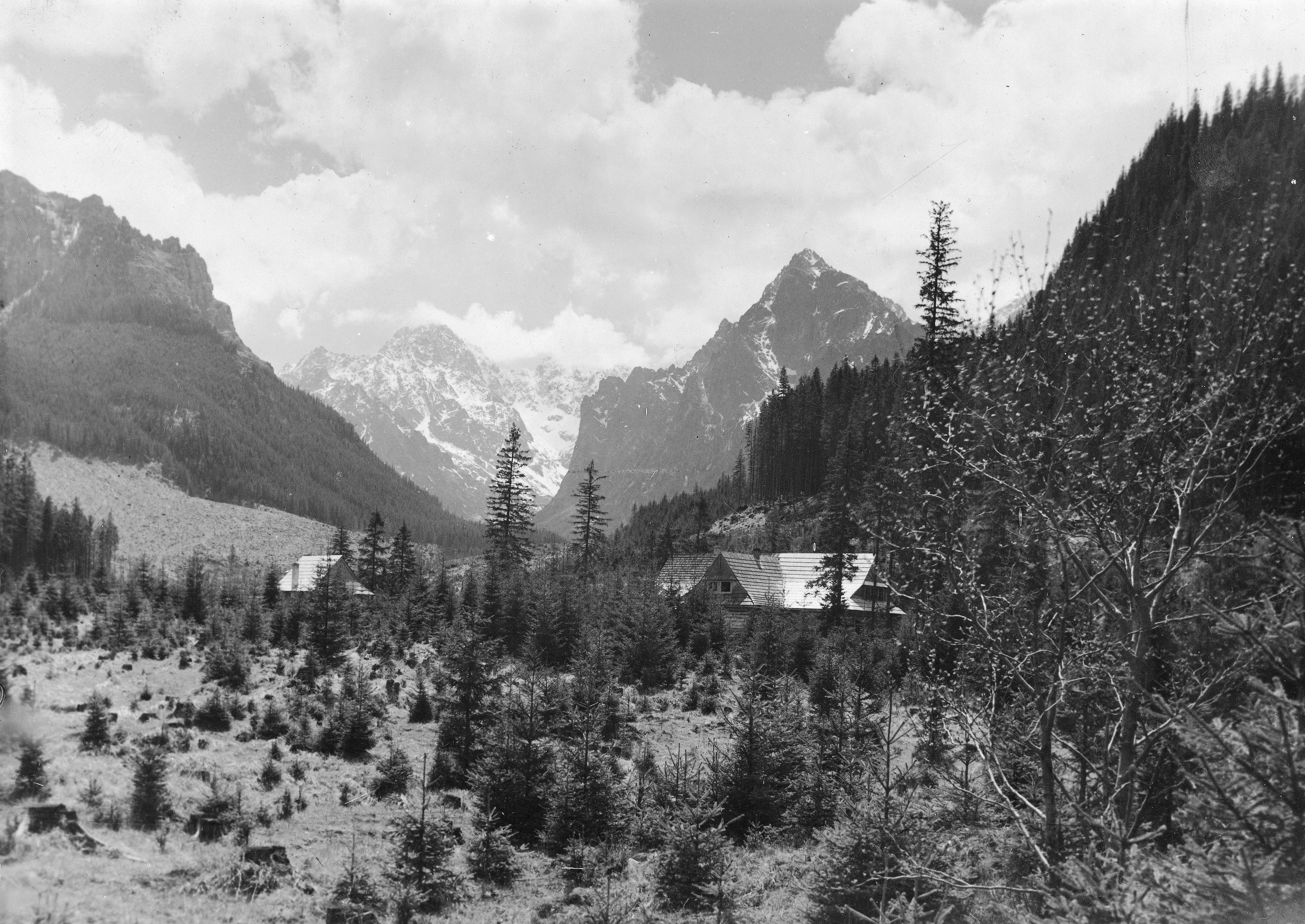
Dolina Białki i Stara Roztoka w okresie międzywojennym

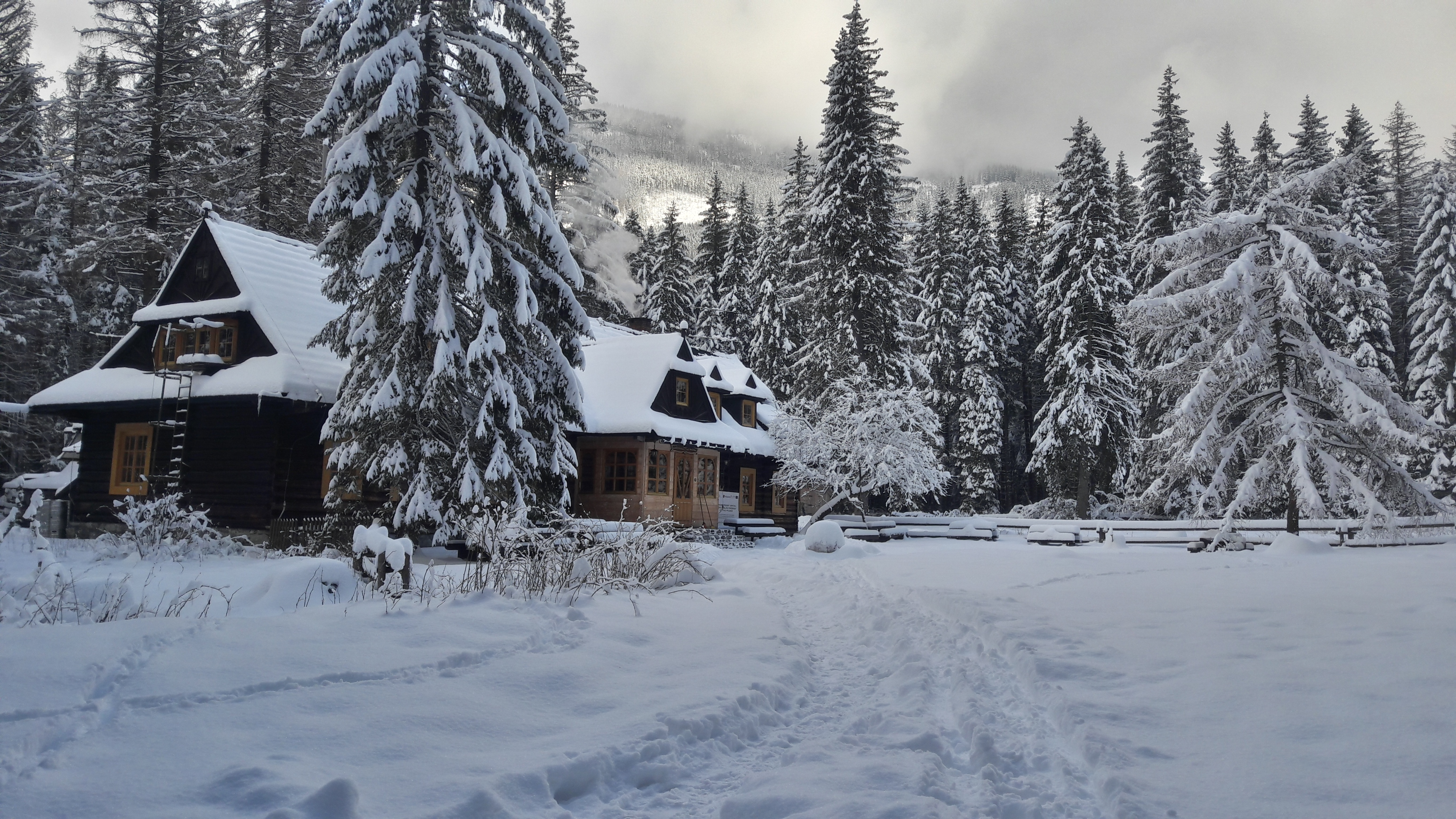
Schronisko PTTK Roztoka zimą

Schronisko PTTK im. Wincentego Pola w Dolinie Roztoki, Schronisko Roztoka, Schronisko Roztockie, Schronisko w Starej Roztoce (słow. Roztocká chata, niem. Roztokahütte, węg. Roztoka-menedékház) – schronisko turystyczne znajdujące się na polanie Stara Roztoka w Tatrach Wysokich.
Schronisko stanowi odrębną miejscowość typu schronisko turystyczne.

## Opis
Pierwsze schronisko turystyczne wybudowano w tym miejscu w 1876 roku, obecny budynek powstał w 1913 roku w wyniku przeniesienia starego schroniska w bardziej suche miejsce. Jego usytuowanie związane jest z przebiegiem starej drogi do Morskiego Oka. Schronisko jest zarządzane przez PTTK i nosi imię Wincentego Pola.
Wbrew nazwie „Schronisko w Dolinie Roztoki” jest ono położone poniżej wylotu Doliny Roztoki, w Dolinie Białki.
Jesienią na polanie odbywają się rykowiska jeleni. Schronisko dysponuje 75 miejscami w pokojach 2-, 3-, 4-, 6-, 8- i 9-osobowych, bufetem, jadłodajnią, świetlicą. Budynek wyposażony jest w elektryczność i ciepłą wodę, funkcjonuje tu również skrzynka pocztowa. Zasięg sieci telefonii komórkowych jest ograniczony, schronisko udostępnia jednak gościom internet bezprzewodowy. Od lipca do końca września odprawiane są tutaj msze.

## Historia
W 1876 r. w Roztoce wybudowano pod kierownictwem ks. Wojciecha Roszka i Leopolda Świerza drugie w Tatrach polskich schronisko (po starym schronisku nad Morskim Okiem). Nazwano je imieniem Wincentego Pola i postawiono przy drodze do Morskiego Oka z Łysej Polany. Część tej drogi dziś funkcjonuje jako droga wewnętrzna dla obsługi schroniska.
W 1887 Walery Eljasz-Radzikowski wytyczył do schroniska szlak z Jaszczurówki, przez Waksmundzką Polanę i Wodogrzmoty Mickiewicza, który był pierwszą znakowaną ścieżką Tatr Polskich.
Pierwsze schronisko miało dwie izby rozdzielone sienią, otwarte było tylko w okresie letnim. Pośród pierwszych turystów znaleźli się m.in. Walery Eljasz-Radzikowski, Tytus Chałubiński i Stanisław Witkiewicz. Pierwszym gospodarzem schroniska był góral z Poronina, Franciszek Dorula, który zwykł był witać przybyszów wystrzałami i – jak notował Walery Eljasz – (...) nęcił do siebie gości uprzejmością i grzecznością. Dwukrotnie gospodarzył w nim też Bartłomiej Obrochta, góralski skrzypek i przewodnik, przez długi czas było zarządzane również przez rodzinę Budzów.
Budynek bywał modernizowany, mimo to stopniowo niszczał. Wskutek dużego zagrożenia dla turystów został rozebrany w 1911 r., a obok niego wybudowano wkrótce pod nadzorem Władysława Kulczyńskiego dzisiejszy budynek. W latach 30. schronisko było kilkukrotnie rozbudowywane.
Drewniane schronisko słynie z atmosfery „z dawnych lat”. W latach międzywojennych za czasów gospodarzącej w nim rodziny Grabowskich była to główna baza taterników polskich wspinających się na Słowacji (obok schroniska możliwa była wówczas przeprawa mostkiem przez Białkę).
Na początku II wojny światowej schronisko było opuszczone. Od października 1939 do lutego 1940 roku opiekowali się nim taternik Tadeusz Pawłowski z żoną Janiną, siostrą Adą Kopczyńską oraz Włodzimierzem Gosławskim, schronisko pełniło wówczas funkcję punktu przerzutowego dla Polaków przedostających się na Węgry. Później znajdowała się tu placówka niemieckiej straży granicznej, po wojnie budynek powrócił do dawnego charakteru. Do 1950 r. prowadził je Kazimierz Paszucha, później przez rok Józef Januszkowski z matką. Następnie schronisko objął Paweł Vogel.
Od 1974 roku prowadziła je rodzina Pawłowskich – najpierw Janina Pawłowska, potem jej syn Marek. Od jesieni 2008 r. gospodynią jest Anna Krupa z Chochołowa.
Schronisko zajęło trzecie miejsce w II rankingu polskich schronisk górskich PTTK, ogłoszonym w sierpniu 2011 r. przez pismo „n.p.m.”. W IV rankingu (2015) zajęło natomiast 1. miejsce. Dwa lata później w V rankingu (2017) ponownie zajęło 1. miejsce, zwyciężyło również w roku 2019.

## Szlaki turystyczne
– szlak zielony łączący schronisko z Wodogrzmotami (do wodospadów 15 min, z powrotem 10 min). Przy drodze łączy się on z innymi trasami:
 – przedłużenie szlaku zielonego ze schroniska do Doliny Roztoki, a dalej do Doliny Pięciu Stawów Polskich. Czas przejścia znad Wodogrzmotów do Doliny Pięciu Stawów Polskich: 2:05 h, ↓ 1:30 h
 – czerwony z Toporowej Cyrhli przez Psią Trawkę, Rówień Waksmundzką i dalej wzdłuż szosy nad Morskie Oko.
- Czas przejścia z Równi Waksmundzkiej do Wodogrzmotów: 1:15 h, z powrotem 1:35 h
- Czas przejścia od Wodogrzmotów do Morskiego Oka: 1:30 h, ↓ 1:15 h

 – szosą do parkingu na Palenicy Białczańskiej. Czas przejścia od Wodogrzmotów: 40 min, ↑ 50 min

## Dane adresowe
Schronisko PTTK w Dolinie Roztoki
skr. poczt. 200
34-500 Zakopane
http://schroniskoroztoka.com.pl/